# Ruta 6 (Paragwaj)
Ruta Nacional Número 6 "Dr. Juan León Mallorquín" (lub krócej Ruta 6) – droga w Paragwaju, zaczynająca się przy skrzyżowaniu z Ruta 1 w Encarnación (departament Itapúa), natomiast kończąca się w Minga Guazú (departament Górna Parana). Jej długość wynosi 247 km. Ruta 6 łączy drugie i trzecie pod względem wielkości miasto tego kraju - Ciudad del Este i Encarnación. Posiada od dwóch do czterech pasów ruchu.

## Przebieg trasy
| Kilometr | Miasto               | Departament  | Skrzyżowanie |
| -------- | -------------------- | ------------ | ------------ |
| 0        | Encarnación          | Itapúa       | Ruta 1       |
| 6        | Capitán Miranda      | Itapúa       |              |
| 21       | Trinidad             | Itapúa       |              |
| 35       | Hohenau              | Itapúa       |              |
| 38       | Obligado             | Itapúa       |              |
| 48       | Bella Vista          | Itapúa       |              |
| 71       | Pirapó               | Itapúa       |              |
| 87       | Capitán Meza         | Itapúa       |              |
| 93       | Edelira              | Itapúa       |              |
| 119      | Tomás Romero Pereira | Itapúa       |              |
| 206      | Santa Rita           | Górna Parana |              |
| 247      | Minga Guazú          | Górna Parana | Ruta 7       |